# Пол Круґман
Пол Робін Круґман (англ. Paul Robin Krugman; нар. 28 лютого 1953, Нью-Йорк) — американський економіст.
Вчився в Єльському університеті. Доктор філософії (1977) Массачусетського технологічного інституту. Лауреат Нобелівської премії в області економіки 2008 року, за дослідження причин глобальної урбанізації, яка пов'язала питання міжнародної торгівлі та економічної географії.

## Біографія
Пол Круґман викладав в Єльському університеті (1977‑1980), Каліфорнійському університеті у Берклі, Лондонській школі економіки, Стенфордському університеті (1994‑1996); Массачусетському технологічному інституті (1996‑2000). З 2000 року — професор Принстонського університету.
Пол Круґман зробив великий внесок у Нову теорію міжнародної торгівлі. Він виступає за державний контроль над потоками спекулятивного капіталу.
З 1979 року Пол Круґман є учасником досліджень в Національному бюро економічних досліджень (National Bureau of Economic Research).
З 1986 року входить в наглядову раду Інституту міжнародної економіки Петерсона.
З 1988 року — член Групи тридцяти (Group of Thirty), міжнародній організації, що об'єднує фінансистів і економістів. Мета групи: поглиблене вивчення фінансових і економічних проблем; аналіз наслідків рішень прийнятих в цьому секторі у суспільній і приватній сферах.
З 1992 року Пол Круґман є членом Американської Академії мистецтв і науки (American Academy of Arts and Sciences), Почесний член мюнхенського Центру економічних досліджень (1997).
Пол Круґман – автор багатьох книг і наукових досліджень.
Пол Круґман з 2000 року веде аналітичну колонку в газеті «Нью-Йорк Таймс». На сайті цього видання він також веде інтернет-блог. У авторських колонках Круґман послідовно критикує політику адміністрації президента США Джорджа Буша. Дорікаючи американському президентові і колишньому главі Федеральний резервної системи Алану Грінспену в недалекоглядності, професор поклав на них відповідальність за фінансову кризу 2008 року. Свій блог на сайті The New York Times Круґман назвав «Совість ліберала». У нім він аналізує не тільки економічні, але і політичні процеси США.
Він нагороджений медаллю Джона Бейтса Кларка (1991). Лауреат премій Адама Сміта (1995), Ректенвальда (2000) і принца Астурійського (2004).
Лауреат Нобелівської премії в області економіки 2008 року. Комітет відзначив його теорію про причини глобальної урбанізації, яка пов'язала питання міжнародної торгівлі та економічної географії.

## Пол Круґман про фінансову кризу
Починаючи з 2001 року, висловлював поради знизити відсоткову ставку ФРС для здуття нової економічної бульбашки — бульбашки на ринку нерухомості, для того, аби перекрити наслідки від краху бульбашки на фондовому ринку Nasdaq.
У своїй колонці в газеті «Нью-Йорк Таймс» Круґман висловив бачення глобальної фінансової кризи 2008 року. На думку нобелівського лауреата, уряди вчиняють правильно, надаючи фінансову підтримку банкам і націоналізуючи фінансові установи, що найбільше постраждали від кризи. Причому ці заходи повинні проводитися незалежно від стану державного бюджету. Проте, допомога банкам — це тільки перший крок на шляху протистояння кризі. За словами Круґмана, нефінансовий сектор економіки також потребує підтримки. Уряд США має ще багато що зробити. Зокрема, він має розширити компенсації безробітним, надати допомогу владі штатів, викупити іпотечні застави і багато що інше. Докладніше Круґман написав, що треба робити федеральному уряду США та урядам інших розвинених країн в есеї «Що слід робити» для «New York Review of Books» у листопаді 2008 року.
У 2009 році Круґман висловив припущення, що існує потреба у створенні нової економічної бульбашки для подолання наслідків нещодавно луснутої бульбашки на ринку нерухомості.

### Кооператив з догляду за дітьми
Пол Круґман використовує модель економіки, що базується на досвіді кооперативу з догляду за дітьми в Джорджтауні, для описання та аналізу економічних негараздів. Цю модель було описано Джоаном та Річардом Свіні в 1977 році. Члени кооперативу платять та отримують купони за кожен догляд за дитиною; за Круґманом в кооперативі виникає зростання попиту на купони, що відповідає зменшенню сукупного попиту, і кооператив потрапляє в рецесію. Його рецепт подолання цієї рецесії полягає в друку нових купонів з наступною роздачею членам кооперативу, тобто, в інфляції. На думку Круґмана, рецесії в реальному світі виникають зазвичай через бажання населення накопичення готівки а для подолання рецесії необхідно спонукати інфляцію.
Однак, запропонована Круґманом модель надто примітивна, в ній відсутні важливі атрибути справжньої економіки. Наприклад, ціни в цій моделі фіксовані і не можуть змінюватись разом з ситуацією на ринку.

## Основні роботи
- «Стратегічна торгова політика і нова міжнародна економічна теорія» (1986);
- «Міжнародна економіка: теорія і політика» (1988, в співавторстві з М. Обстфельдом);
- «Торгова політика і структура ринку» (1989);
- «Просторова економіка: міста, регіони і міжнародна торгівля» (1999, в співавторстві з М. Фуджита і Е. Венейблсом).

## Виноски
1. 1 2 3 4 5 6 7 8 9 10 11 12 13 14 15 16 17 18 19 20 21 22 23 24 25 26 27  Математичний генеалогічний проєкт — 1997.
2. ↑  https://group30.org/members/bio_current/krugman
3. ↑  https://www.econometricsociety.org/society/organization-and-governance/fellows/current
4. ↑  На сайті Інституту міжнародної економіки Петерсона: «He is a member of the Advisory Committee of the Institute.»
5. ↑  Krugman's Intellectual Waterloo. 22 червня 2009. Архів оригіналу за 3 липня 2013. Процитовано 9 серпня 2009.
6. ↑  Let’s Get Fiscal - The New York Times, 17 жовтня 2008
7. ↑  Що слід робити - The New York Review of Books, Volume 55, Number 20, December 18, 2008. Архів оригіналу за березень 12, 2016. Процитовано квітень 18, 2009.
8. ↑  інтерв'ю, ісп. переклад, англ.
9. ↑  
Paul Krugman (14 серпня 1998). Baby-Sitting the Economy. Архів оригіналу за 27 червня 2013. Процитовано 31 серпня 2009.
10. 1 2  MARK THORNTON. APOPLITHORISMOSPHOBIA // THE QUARTERLY JOURNAL OF AUSTRIAN ECONOMICS. — . — Т. 6, вип. 4.
11. ↑  Sweeny, Joan, and Richard James Sweeny. Monetary Theory and the Great Capital Hill Babysitting Co-op Crisis. // Journal of Money, Credit and Banking. — 1977. — Т. 9, вип. 1 (28 липня). — С. 86-89.
12. ↑  Manuel Lora (27 березня 2009). Krugman and His Economics of Keynesian Baby-Sitting. Архів оригіналу за 27 червня 2013. Процитовано 31 серпня 2009.